# Elaeocyma
Elaeocyma là một chi ốc biển, là động vật thân mềm chân bụng sống ở biển trong họ Drilliidae.

## Các loài
Các loài thuộc chi Elaeocyma bao gồm:
- Elaeocyma amplinucis McLean & Poorman, 1971[2]
- Elaeocyma arenensis (Hertlein & Strong, 1951)[3]
- Elaeocyma empyrosia (Dall, 1899)[4]
- Elaeocyma melichroa McLean & Poorman, 1971[5]
- Elaeocyma ricaudae Berry, 1969[6]
- Elaeocyma splendidula (Sowerby I, 1834)[7]